# Lluís Vilar i Subirana
Lluís Vilar i Subirana (Calonge, Baix Empordà, 1926 – 2001) fou un historiador local i activista cultural català. Va col·laborar activament a la recuperació del passat del municipi, especialment en el període medieval, fent tota la història del Castell de Calonge. També va ser impulsor i president dels moviments culturals locals Joventuts Bitllerenques Nazarienques Calongines (JBNC), creat el 1940, i el Centre d'Estudis Calongins Colònico, creat el 1980.

## Biografia
Lluís Vilar va néixer a la casa pairal Can Pere Pau de la Riera, al carrer Bitller, el 5 d'abril del 1926. Era el sisè, i darrer, fill del matrimoni format per Josep Vilar i Clara (1868-1938) i Vicenta Subirana i Culubret (1887-1949). Va cursar els estudis bàsics a l'escola pública del municipi. Jugava amb els companys de barri, fent barraques a la muntanya. Amb els seus germans Miquel i Juli, com també amb Pere Caner, Pere Viñals, Robert Vinyals, Martí Sitges, Salvador Puigdevall, Pere Costar i Josep Gendrau van crear, abans de la Guerra Civil, un ranxo, influïts, sobretot, per les novel·les de l'oest americà de Zane Grey. El ranxo es va dir Llarvell i estava situat en unes roques de granit que hi ha al puig de sobre mateix el mas Carreter. Van crear una colla que s'enfrontava amb els de la colla de Sant Nazari, un altre barri de Calonge. destacaven les batalles de pedres amb les fones.
En esclatar la Guerra Civil espanyola, l'estiu de 1936, la colla es va anar diluint. En acabar el conflicte bèl·lic, la colla estava totalment desmembrada, a excepció de tres, Lluís Vilar, Pere Viñals i Pere Caner. El mes de febrer de 1939 ja van decidir anar a buscar un altre lloc per fer les seves batalletes, en un sorral de la riera de la Ganga. El 13 d'agost de 1940, a baix el carrer de la Barrera, els tres joves, juntament amb Francesc Jou, nebot del rector, mossèn, Esteve Jou, van acordar tirar endavant una penya d'unió de tots els joves del municipi. Dos dies més tard, la van crear en una reunió que van fer tots quatre al mas Carreter. La penya es va dir Joventuts Bitllerenques Nazarienques Calongines. Lluís Vilar va ser elegit president. Els objectius de l'entitat eren crear una biblioteca, un museu i un arxiu. Al mateix temps, en acabar els estudis bàsics, va anar a aprendre de fuster.
La seu de les Joventuts Bitllerenques Nazarienques Calongines era l'antiga casa natal de Pere Caner. L'any 1946 van crear un cercle cultural, fent classes a la nit d'assignatures diverses. Lluís Vilar es va encarregar de l'àrea d'Història. Un any més tard, arran de la troballa d'una pedra gravada amb una figura antropomorfa encastada a l'ermita romànica de Sant Esteve de Calonge, van tirar endavant el museu. Es va ubicar a la primera planta de la seu de l'entitat, essent la pedra la primera peça. A partir d'aquí van anar incrementant-lo amb donacions de veïns, però també de troballes d'excavacions a jaciments neolítics, ibèrics o romans al llarg del terme. El Museu es va tancar el 1950. Lluís Vilar va fer cinc vitrines per guardar les peces de les excavacions.
Lluís Vilar va ser cridar a fer el servei militar. Li va tocar Figueres. Va ocupar el càrrec de fourriel, allà al castell de la capital alt-empordanesa. Aquells anys va conèixer Teresa Masó i Santaló, natural d'Ordis. Es van casar el 29 de novembre de 1952 a l'església parroquial de Sant Julià i Santa Basilissa d'Ordis. Van anar a viure a Calonge. Inicialment en una casa d'uns parents que tenien a la mateixa plaça d'Armes del Castell. Després van anar a la casa pairal, al carrer Bitller. El matrimoni va tenir vuit fills: Salvador, Josep Maria, Maria Teresa (ACS), Maria Teresa, Albert, Jordi Miquel, Montserrat i Carles.
Vilar s'especialitzà en la genealogia dels Cruïlles, principalment la branca calongina, senyors del Castell de Calonge. Castell que vol ocupar el Centre d'Interpretació de les Gavarres i on treballaren en l'Espai Calonge, el fill gran, Salvador Vilar, i el petit, Carles Vilar, del mateix Lluís Vilar.
El 1958 guanyà el segon premi en la categoria de Tema Lliure en el V Certàmen Literari de Palamós.
Lluís Vilar va compaginar la família amb la feina d'ebenista i la seva estima per la història del seu poble. Amb els amics van aconseguir reobrir el museu, encara que van haver d'esperar el retorn de la democràcia per refer tot el tema cultural calongí. Ho van fer a través d'una nova entitat, que continuava els passos de les Joventuts. Era el Centre d'Estudis Calongins Colònico. La nova entitat es va fundar l'any 1980 i Lluís Vilar va ser nomenat novament president. la primera assemblea de l'entitat cultural es va fer el 18 d'abril de 1980. La primera demanda va ser aconseguir un local al Castell per al museu, i l'Ajuntament els va cedir les golfes, on van poder exposar tota la secció d'Arqueologia.
L'any 1983 va presentar-se, en el número sis, en la candidatura del PSC a les eleccions municipals com independent.
Per la Festa Major d'estiu de l'any 1984 Lluís Vilar fou escollit Pregoner de dita Festa Major.
Va mantenir el càrrec de president del Colònico fins a l'any 1998, quan va renunciar-hi per qüestions de salut. Abans, Vilar ja va demanar un parell d'excedències a la presidència per motius de salut. Va ocupar el seu lloc Dolors Hubach i Vilarrodà, vídua de Pere Caner. La mateixa assemblea va decidir que Vilar fos president d'honor de Colònico. Durant aquells anys Vilar va dedicar el temps lliure a conservar i mostrar el Museu.
Vilar va morir a Calonge el 30 de juliol de 2001.
L'any 2002, Colònico li va retre un homenatge dins de la XVI Trobada Cultural de Calonge.
L'any 2011 la família, per commemorar el dècim aniversari de la mort de Vilar, va crear un segell de Correus personalitzat. Creà també una targeta màxima que fou obsequiada a la família i amics de Vilar i tant a l'Arxiu Municipal de Calonge com a les dues entitats culturals de la vila de Sa Bardissa, el Centre d'Estudis Calongins Colònico i l'Ateneu Popular de Calonge.

## Publicacions
- Castells i cases fortificades de Calonge (article)